# Élections au Cameroun
Le Cameroun a cinq types d’élections : l’élection présidentielle, les élections législatives, les élections sénatoriales, les élections régionales et les élections municipales. Des référendums peuvent également être organisés.

## Présidentielles

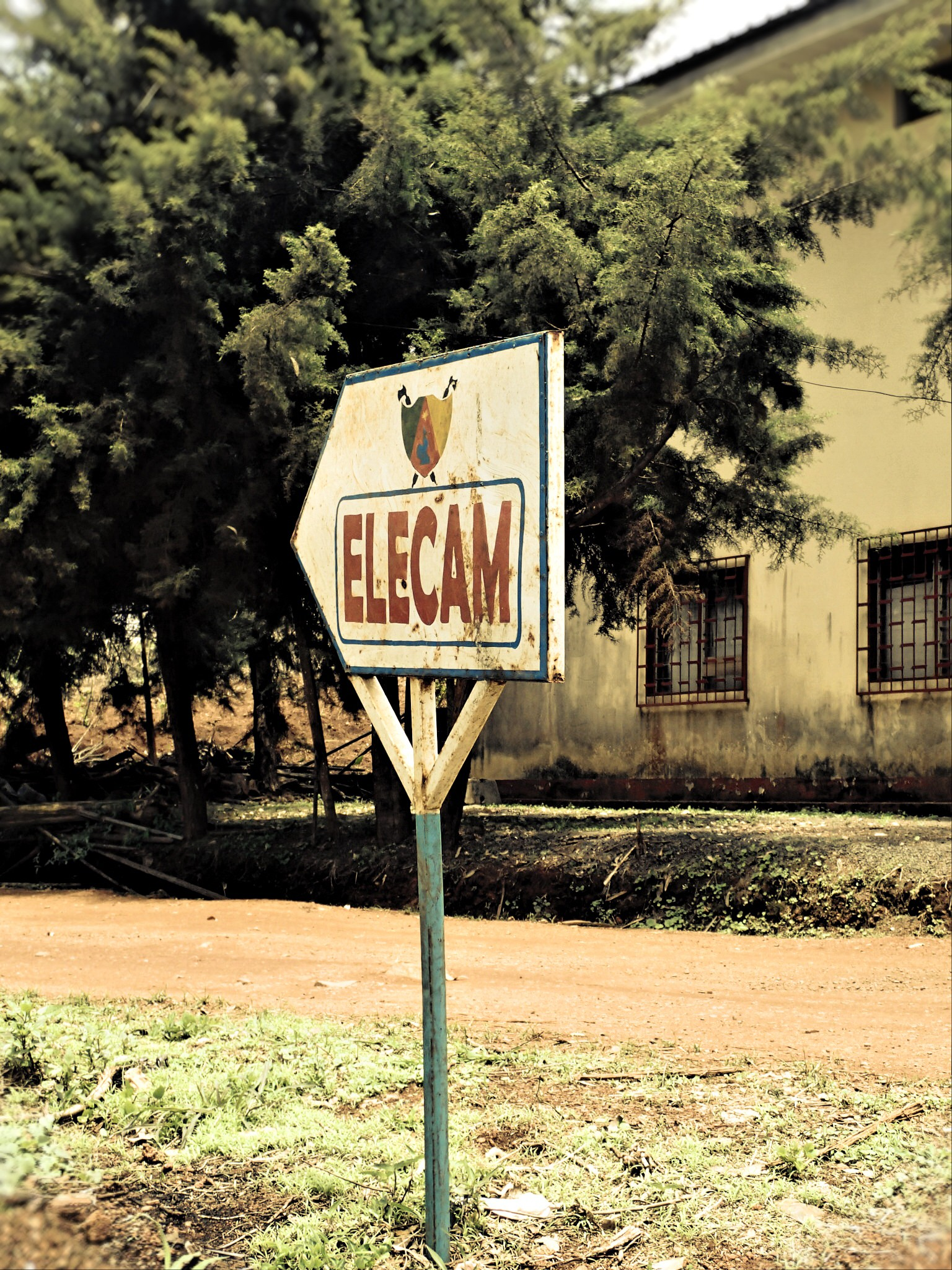
Image de la commission électorale du Cameroun

Le président de la république du Cameroun est élu au scrutin uninominal majoritaire à un tour pour un mandat de sept ans, renouvelable indéfiniment.
En vertu de la loi électorale camerounaise, l'élection présidentielle se tient 20 jours au moins et 50 jours au plus avant l’expiration des pouvoirs du président de la République en exercice. Elle a ainsi lieu le 7 octobre 2018,

## Législatives
L'Assemblée nationale est la chambre basse du parlement bicaméral du Cameroun. Elle est composée de 180 sièges pourvus pour cinq ans selon un mode de scrutin mixte alliant scrutin uninominal majoritaire à un tour et Scrutin de liste majoritaire avec listes bloquées et une dose de proportionnelle.
Le pays est ainsi découpé en quarante-neuf circonscriptions d'un ou plusieurs sièges. Les différents partis proposent dans chacune d'elles des listes comportant autant de candidats que de sièges à pourvoir. 
Dans les circonscriptions uninominales, le candidat ayant recueilli le plus de voix est élu à la majorité relative. Dans les circonscriptions plurinominales, par contre, seule une liste ayant recueilli la majorité absolue des voix remporte la totalité des sièges. Si aucune liste n'atteint ce seuil, la liste arrivée en tête reçoit la moitié des sièges — arrondie à l'unité supérieure si besoin — et l'autre moitié est répartie entre les listes restantes ayant franchi un seuil électoral de 5 %, la répartition se faisant à la méthode du plus fort reste avec quotient de Hare. Les listes sont bloquées, ni le vote préférentiel ni le panachage n'étant autorisés.

## Sénatoriales
Le Sénat est la chambre haute du parlement bicaméral camerounais. Il est composé de 100 sénateurs renouvelés intégralement tous les cinq ans. Chacune des 10 régions du Cameroun est représentée par dix sénateurs dont sept élus par un collège électoral composé des membres des conseils municipaux et régionaux, soit 70 sénateurs élus. Les trois sénateurs restants de chaque région sont nommés par le président de la République, soit trente sénateurs,.
Dans chaque région, les sièges des sept sénateurs élus sont pourvus selon un système mixte à finalité majoritaire : il s'agit d'un scrutin proportionnel plurinominal combiné à une prime majoritaire attribuée à la liste arrivée en tête. Les électeurs votent pour une liste fermée de candidats, sans panachage ni vote préférentiel. La liste ayant obtenu la majorité absolue des suffrages exprimés remporte l'intégralité des sept sièges à pourvoir dans la région. Si aucune n'atteint cette majorité, la liste arrivée en tête remporte une prime de quatre sièges, et les trois sièges restants sont répartis à la proportionnelle selon la règle du plus fort reste entre toutes les listes ayant franchi le seuil électoral régional de 5 % des suffrages exprimés, y compris la liste arrivée en tête. En cas d'égalité des voix des deux listes en tête, ces dernières reçoivent la moitié de la prime, soit deux sièges chacune.
Le vote des grands électeurs intervient dans les chefs-lieux des départements, à bulletin secret. Il est obligatoire, sous peine de déchéance du mandat de conseiller municipal ou régional. En retour, l'État prend en charge les frais de déplacement et permet le vote par procuration via un autre membre du collège électoral, à raison d'une seule procuration par membre. Les candidats doivent être âges d'au moins quarante ans révolus, avoir la nationalité camerounaise de naissance, résider dans la région où ils se présentent et appartenir à un parti politique.

## Régionales
Les 900 conseillers régionaux camerounais sont élus pour cinq ans à raison de 90 conseillers pour chacune des dix régions du Cameroun. Dans chaque région, 70 conseillers sont élus par un collège électoral composés de délégués élus par les conseillers municipaux de chaque départements, et 20 conseillers élus par les chefs traditionnels en leur sein,. 
Chaque département forme le plus souvent une circonscription électorale, mais peut être divisé en plusieurs en fonction de sa population. Les conseillers élus par les conseillers municipaux le sont au scrutin majoritaire plurinominal à un tour avec liste fermées et prime majoritaire. La liste qui obtient la majorité absolue des suffrages exprimés dans la circonscription remporte la totalité des sièges à pourvoir. Si aucune liste n'obtient cette majorité, la liste arrivée en tête obtient la moitié des sièges, arrondi à l'entier supérieur, et l'autre moitié est répartie entre toutes les listes — y compris celle arrivée en tête — à la proportionnelle selon la méthode du plus fort reste. Si le département ne compte qu'un seul siège à pourvoir, l'élection prend la forme d'un scrutin uninominal majoritaire à un tour. En cas d'égalité parfaite des voix entre deux listes, celle ayant la moyenne d'âge la plus élevée l'emporte.
Les représentants des chefs traditionnels sont élus au scrutin majoritaire plurinominal à un tour avec liste fermées par les chefs traditionnels de 1er, 2eet 3e degrés. S'ils sont également conseillers municipaux, les chefs traditionnels ne peuvent voter que dans un seul des deux collèges électoraux. La liste de candidats arrivée en tête remporte tous les sièges. Les circonscriptions peuvent également n'avoir qu'un seul siège à pourvoir, auquel cas l'élection prend aussi la forme d'un scrutin uninominal majoritaire à un tour.

## Sources
1. ↑  « Cameroun : l’élection présidentielle fixée au 7 octobre », Jeune Afrique,‎ 9 juillet 2018 (lire en ligne, consulté le 9 juillet 2018).
2. ↑  « Cameroun: Paul Biya convoque le corps électoral en vue de l’élection présidentielle fixée au 7 octobre 2018 », Investir au Cameroun,‎ 9 juillet 2018 (lire en ligne, consulté le 16 octobre 2018)
3. ↑  « Decret Présidence du Cameroun », sur prc.cm.
4. ↑  (en) « Cameroon », sur electionpassport.com (consulté le 1er février 2020)
5. ↑  Code électoral
6. ↑  Beaugas-Orain Djoyum, « Le premier président du Sénat camerounais est Marcel Niat  Njifenji », sur Agence Ecofin, 13 juin 2013 (consulté le 12 août 2020).
7. ↑  « Comprendre le Sénat », sur Camerlex, 8 novembre 2011 (consulté le 20 mai 2018).
8. 1 2  « Elections des sénateurs au Cameroun, Du vote aux résultats: ce qu'il faut savoir! », sur Cameroon Radio Television, 11 mars 2023 (consulté le 11 mars 2023).
9. ↑  https://www.facebook.com/dieudonne.zra/, « Sénatoriales: le collège électoral convoqué pour le 12 mars 2023 », sur Cameroon Radio Television, 13 janvier 2023 (consulté le 11 mars 2023).
10. ↑  « Cameroun : l’Assemblée nationale approuve une modification partielle du code électoral – Jeune Afrique », sur JeuneAfrique.com, jeuneafrique1, 31 mars 2019 (consulté le 8 octobre 2020).
11. ↑  Jean-Pierre Maury, « Cameroun, Constitution de 1972, 1996, 2008, MJP », sur mjp.univ-perp.fr (consulté le 8 octobre 2020).
12. ↑  « Loi n° 2006/004 du 14 juillet 2006 fixant le mode d’élection des Conseillers régionaux », sur www.spm.gov.cm (consulté le 8 octobre 2020).
13. 1 2  « Code électoral », sur www.electionpassport.com (consulté le 24 mars 2021).